# Prästanäsets naturreservat
Prästanäsets naturreservat är ett naturreservat i Växjö kommun i Kronobergs län.
Reservatet är skyddat sedan 2019 och är 174 hektar stort. Det omfattar udden med detta namn i nordvästra Rottnen och består av äldre tallskog.